# Bazou
Bazou är en ort i Kamerun.   Den ligger i regionen Västra regionen, i den västra delen av landet, 180 km nordväst om huvudstaden Yaoundé. Bazou ligger 1 206 meter över havet och antalet invånare är 13 058.
Terrängen runt Bazou är kuperad, och sluttar söderut. Trakten runt Bazou är ganska tätbefolkad, med 139 invånare per kvadratkilometer. Närmaste större samhälle är Bangangté, 11,0 km nordost om Bazou. Trakten runt Bazou är huvudsakligen savannskog.